# Sociologia del corpo
La sociologia del corpo è la disciplina volta allo studio sistematico e alla costruzione di modelli esplicativi relativi al rapporto di reciproca determinazione (o restrizione) tra la società (ovvero i processi sociali) e il corpo (o unità psicosomatica).

## Fondamenti logico-epistemologici
Troviamo un'efficace esemplificazione della reciproca determinazione tra corpo e società nel brano seguente tratto dal libro di Peter L. Berger & Thomas Luckmann, La realtà come costruzione sociale (trad.it. Op.cit. pagg. 266-267, vedi Bibliografia):
«l'uomo è spinto dalla sua costituzione biologica a cercare uno sfogo sessuale e a nutrirsi; ma essa non gli
dice dove cercare l'appagamento sessuale e che cosa mangiare. (...)
Così l'individuo la cui socializzazione è riuscita bene è incapace di funzionare sessualmente con un partner
"sbagliato" e magari vomita se gli si offre un cibo "sbagliato". (...)
la realtà sociale determina non solo l'attività e la coscienza, ma, in un grado notevole, anche il funzionamento
dell'organismo. Così, funzioni intrinsecamente biologiche come l'orgasmo e la digestione sono condizionate dalla
struttura della società, che determina anche il modo in cui l'organismo viene usato nell'attività: l'espressività,
il portamento e i gesti sono socialmente strutturati (...)
qui si intravede (...) una sociologia del corpo»
nota 45, pag. 267, Op. cit.
«Per questa possibilità di una disciplina di "sociosomatica", vedasi Georg Simmel (...), Marcel Mauss (...), Edward
T. Hall (...). L'analisi sociologica della sessualità probabilmente fornirebbe il materiale empirico più ricco per una disciplina di questo genere.»

## Storia ed evoluzioni disciplinari
I primi due autori che si sono occupati sociologicamente del corpo, ossia Georg Simmel e Marcel Mauss, hanno dato luogo al fondamento di una nuova prospettiva, quella d'impostazione culturalista, che è evoluta nella cosiddetta sociologia del corpo o delle culture corporee auspicata ed evocata da importanti antropologi quali Mary Douglas. E sebbene questo ambito di ricerca possa rappresentare un fiorente filone di ricerca inter-disciplinare al margine tra più discipline quali l'etnologia, la psichiatria, la psicologia sociale, l'antropologia culturale e la sociologia (per citare le principali), non ha in sé la spinta per cogliere la sfida del nucleo proprio della sociosomatica che invece è volta a una radicale transdisciplinarità.
I semi dell'effettiva ricerca sociosomatica sono da ricercarsi nel lavoro di Erving Goffman, Edward T. Hall (vedi anche la voce prossemica), Ray Birdwhistell, e poi Gregory Bateson, Albert Scheflen e David Le Breton (vedi Bibliografia). Al più generale approccio culturalista qui si accompagna un altrettanto generale approccio strutturalista che sconfina, con le proprie grandi sintesi teoriche interdisciplinari, negli altri ambiti considerati off-limits per sociologi e antropologi, ossia le scienze bio-mediche.
Viceversa l'analisi della relazione tra la vita quotidiana (in cui ampio spazio trova la trattazione di vissuto e di corporeità) e i processi socio-culturali viene ispirata in Berger e Luckmann (due sociologi d'origine austriaca esuli negli Stati Uniti) dalla frequentazione di Alfred Schütz il filosofo e sociologo austriaco (anch'egli esule negli Stati Uniti) che si dedicò a raccordare alle teorie sociologiche ed economiche di più ampio respiro la concezione fenomenologica dei cosiddetti Lebenswelt, «mondi vitali» o «mondi di vita», elaborata dal più celebre Edmund Husserl.
Nell'ambito della filosofia fenomenologico-esistenzialistica del corpo si consideri anche il fondamentale contributo filosofico impresso dall'opera di Jean-Paul Sartre e di Maurice Merleau-Ponty e nell'ambito della psichiatria quello di Ronald Laing.
Per quanto audace, da un punto di vista gnoseologico, la concezione dei due autori non giunge a ipotizzare la nascita di una nuova disciplina ibrida, non sussumibile né nelle scienze naturali (di tipo bio-medico) né nelle scienze umane e sociali (quelle socio-culturali e psicologiche).
Parallelamente, in quanto coeva, è in Michel Foucault che troviamo un'altra trattazione più prossima al radicale strutturalismo culturale e costruttivismo epistemologico a cui conducono più in generale le teorie elaborate dagli altri autori che si sono occupati dei rapporti tra il corpo e la società (o tra il corpo e la cultura, ovvero il corpo e la conoscenza). In Foucault questa visione più ampia, storiografica e politologica, prende avvio dal concetto di biopolitica a suo tempo coniato da Georges Bataille.
Possiamo ricollegare a questo approccio politologico il lavoro sulla corporeità di Pierre Bourdieu e quello sulla sessualità di Anthony Giddens.
In Europa, così come negli Stati Uniti, la ricerca sulle reciproche determinazioni tra società e corporeità non è stata estensivamente svolta, e non ha riguardato (né tuttora riguarda) il flusso principale dell'indagine sociologica (o biomedica).
Importanti deviazioni al corpo sociologico principale sono state prodotte dall'applicazione delle notevoli ricerche di psicologia sperimentale di natura cognitivista, ricomprese nella corrente della sociologia cognitiva.
Il sociocognitivismo, ibrido tra varie correnti psicologiche e socio-psicologiche, ha permesso di constatare quanto e come la coscienza e le attività pragmatiche fossero strettamente interconnesse con le strutturazioni dei processi sociali (nelle organizzazioni sia a livello micro- che macrosociale).
A seguito di ciò ne sono scaturite delle ricerche laterali e a margine tra gli ambiti biomedici e psicosomatici e alcuni settori dell'antropologia e della sociologia che trasformano la sociosomatica in un settore (o variante estesa) della psicosomatica.
Questo andamento ha avuto l'effetto di riassorbire il potenziale transdisciplinare della sociosomatica in programmi di ricerca nell'alveo dell'epidemiologia e della nosografia, di più ridotta portata, anziché legarsi con la psico-neuro-immuno-biologia e con le nuove correnti costruttivistiche della biologia.